# Medaillenspiegel der Olympischen Sommerspiele 1904
Diese Tabelle zeigt den Medaillenspiegel der Olympischen Sommerspiele 1904 in St. Louis. Die Platzierungen sind nach der Anzahl der gewonnenen Goldmedaillen sortiert, gefolgt von der Anzahl der Silber- und Bronzemedaillen. Weisen zwei oder mehr Länder eine identische Medaillenbilanz auf, werden sie alphabetisch geordnet auf dem gleichen Rang geführt. Dies entspricht dem System, das vom Internationalen Olympischen Komitee (IOC) verwendet wird.
Zehn der zwölf teilnehmenden Nationen gewannen in einem der 94 ausgetragenen Wettbewerbe mindestens eine Medaille. Von diesen gewannen neun mindestens eine Goldmedaille. Erstmals erfolgte eine Auszeichnung der ersten drei Plätze in der heutigen Form mit Gold-, Silber- und Bronzemedaillen. Zuvor hatte es 1896 in Athen und 1900 in Paris Silber- und Bronzemedaillen für die beiden Erstplatzierten gegeben.

## Medaillenspiegel
| Platz | Mannschaft                 | Gold | Silber | Bronze | Gesamt |
| ----- | -------------------------- | ---- | ------ | ------ | ------ |
| 01    | Vereinigte Staaten (USA)   | 80   | 82     | 82     | 244    |
| 02    | Deutsches Reich (GER)      | 5    | 4      | 5      | 14     |
| 03    | Kanada (CAN)               | 4    | 1      | 1      | 6      |
| 04    | Kuba (CUB)                 | 3    | —      | —      | 3      |
| 05    | Ungarn (HUN)               | 2    | 1      | 1      | 4      |
| 06    | Großbritannien (GBR)       | 1    | 1      | —      | 2      |
| 07    | Griechenland (GRE)         | 1    | —      | 1      | 2      |
| 08    | Gemischte Mannschaft (ZZX) | 1    | —      | —      | 1      |
| 09    | Australien (AUS)           | —    | 3      | 1      | 4      |
| 10    | Österreich (AUT)           | —    | —      | 1      | 1      |
|       | Gesamt                     | 97   | 92     | 92     | 281    |

Anmerkung: Viele Sportler wurden laut IOC den USA zugeteilt, obwohl sie noch keine amerikanische Staatsbürgerschaft hatten. Bei der Namenssuche werden viele Sportler als Amerikaner geführt, wie zum Beispiel Julius Lenhart. In den Ergebnislisten des IOC wird er aber als Österreicher geführt, hier hat das IOC noch Korrekturen vorzunehmen. Deswegen könnte sich dieser Medaillenspiegel noch ändern. Folgende Sportler sind hier betroffen: Frank Kungler aus Deutschland, Albert Corey aus Frankreich, Charles Ericksen aus Norwegen, Bernhoff Hansen aus Norwegen, Gustav Tiefenthaler aus der Schweiz, Frank Gailey aus Australien und Julius Lenhart aus Österreich. Insgesamt würde die USA damit 4× Gold, 7× Silber und 5× Bronze verlieren, wenn das IOC ihre Daten sortiert hat.